# Gordan Akrap
Gordan Akrap, (10. listopada 1966. godine) hrvatski je stručnjak za informacijske znanosti i komunikologiju.
Diplomirao je na Fakultetu elektrotehnike i računarstva Sveučilišta u Zagrebu, te je 2011. godine doktorirao na Odsjeku za informacijske znanosti i komunikologiju Filozofskog fakulteta u Zagrebu. Tema disertacije naslovljena je Informacijske strategije i operacije u oblikovanju javnog znanja. Ima znanstveno zvanje znanstvenog suradnika informacijskih znanosti i komunikologije. Dragovoljac je Domovinskog rata od 1990. godine. Nositelj je osam medalja i odličja. Završio je veći broj stručnih seminara te jednogodišni studij na Diplomatskoj akademiji MViEP-a RH. Aktivno je radio u izvještajno-sigurnosnom sustavu i diplomaciji Republike Hrvatske. Autor je nekoliko knjiga te znanstvenih i stručnih radova iz područja međunarodne, nacionalne i korporativne sigurnosti, izvještajno-sigurnosnih sustava, informacijskog ratovanja te Domovinskog rata. Aktivno je sudjelovao u brojnim međunarodnim simpozijima. Održao je niz predavanja u Hrvatskoj te u inozemstvu (Atena, München, Leuven, Graz, Dresden, Bruxelles, Szekesfehervar, Krynica, Karpacz....) o temama iz područja Domovinskog rata te strategija međunarodne, nacionalne i korporativne sigurnosti.. Predavač je na doktorskom studiju informacijsko-komunikacijskih znanosti na Sveučilištu Sjever. Predavač je na doktorskom studiju informacijsko-komunikacijskih znanosti na Filozofskom fakultetu Sveučilišta u Zagrebu, studiju forenzičkih znanosti na Sveučilištu u Splitu, Sveučilištu u Mostaru te u Center for Advanced Security, Strategic and Integration Studies (CASSIS) Sveučilišta u Bonnu. Od 1.10.2023. je pomoćnik rektora Sveučilišta obrane i sigurnosti "Dr. Franjo Tuđman". Izabran je u zvanje višeg znastvenog suradnika.
Glavni je urednik, nakon smrti osnivača i dotadašnjeg glavnog urednika prof.dr. Miroslava Tuđmana, časopisa National Security and the Future od 2021.  (www.nsf-journal.hr). Osnivač je i predsjednik Instituta za istraživanje hibridnih sukoba te Zagrebačkog sigurnosnog foruma. Član je uprave međunarodne organizacije International Intelligence History Association. Član je (drugi mandat) Vijeća za građanski nadzor sigurnosno-obavještajnih agencija u Hrvatskom saboru. Član je uprave Filatelističkog društva Poštar iz Zagreba.

## Djela
- Specijalni rat: sve o spregama politike i tajnih službi u 20. stoljeću u cilju oblikovanja javnog mišljenja, Večernji list, Zagreb, 2012. 
  - knj. 1: Od protokola Sionskih mudraca do rata u Iraku 2003. godine, informacijske operacije u SSSR-u, Istočnoj Njemačkoj, Kini
  - knj. 2: Metodologija i razvoj represivnog sustava u Jugoslaviji, partija i udba čuvaju vlast, likvidacije političkih neistomišljenika
  - knj. 3: Koje su dezinformacije plasirane u hrvatski i strani javni prostor kako bi se onemogućio i zaustavio proces osamostaljivanja Republike Hrvatske (Labrador, Opera...)
- Kardinal Stepinac u dokumentima Gestapa i OZN-e,[2] Udruga Sv. Jurja - Glas koncila - Laser plus, Zagreb, 2016.
- Hibridne prijetnje i izazovi - Operacije utjecaja i moderno-sigurnosno okružje, Hrvatska sveučilišna naklada - Sveučilište u Mostar, 2023.

## Vanjske poveznice
- Bibliografski izvadak